# 'Apepi
'Apepi fue un gobernante de alguna parte del Bajo Egipto durante el Segundo período intermedio (c. 1650 BC
). Según los egiptólogos Kim Ryholt y Darrell Baker, 'Apepi fue el quincuagésimo primer gobernante de la XIV Dinastía. Como tal, habría gobernado desde Avaris sobre el delta oriental del Nilo y posiblemente también sobre el delta occidental. Alternativamente, Jürgen von Beckerath describió a 'Apepi como un miembro de finales de la XVI Dinastía y vasallo de los gobernantes hicsos de la Dinastía XV.

## Atestación
La única certificación segura de 'Apepi es el canon de Turín, una lista de reyes redactada en el período ramésida. 'Apepi figura en un fragmento del documento correspondiente a la columna 10, fila 15 (columna 9, fila 16 según la reconstrucción del canon de Turín realizada por Alan H. Gardiner). La posición cronológica de 'Apepi no puede determinarse sin lugar a dudas debido al estado frágil y fragmentario del canon. Además, el documento conserva sólo el comienzo del prenombre de 'Apepi como «Ap(...)». que, según Ryholt, puede restituirse a «'Apepi».

## Hijo del rey Apofis
La reconstrucción que hace Ryholt del nombre de 'Apepi es significativa porque se conocen cinco sellos de escarabajo con la inscripción «Apofis, hijo del rey». En dos de estos sellos, la inscripción está además encerrada en un cartucho y seguida de di-ˁnḫ que significa «vida otorgada». Estos dos atributos normalmente están reservados a los reyes o herederos designados al trono y 'Apepi podría ser el Apophis al que se hace referencia en los sellos. Ryholt confirmó tentativamente esta atribución y señaló que ambos escarabajos pueden datarse por motivos estilísticos en la dinastía XIV, entre los reinados de Sheshi y Yaqub-Har.